# Woodiphora longicauda
Woodiphora longicauda är en tvåvingeart som beskrevs av Ronald Henry Lambert Disney och Michailovskaya 2002. Woodiphora longicauda ingår i släktet Woodiphora och familjen puckelflugor. Inga underarter finns listade i Catalogue of Life.